# Thomas Price
Thomas Price (1813 – Valência, 22 de agosto de 1877) foi um empresário circense irlandês, «clown», domador de cavalos, cavaleiro e acrobata), que se estabeleceu em Espanha, tendo fundado e sido o primeiro director do Circo Price de Madrid.
O êxito do negócio permitiu-lhe montar sucursais em Barcelona e Lisboa e, inclusivamente, realizar digressões pela Europa. Precisamente numa delas, por causa de um acidente, morreu em Valência en 1877.